# Вилла Штука
Вилла Штука (нем. Villa Stuck) — построенная в 1897—1898 годах вилла немецкого художника и скульптора Франца фон Штука, ныне художественный музей. 
Вилла расположена на Принцрегентенштрассе (нем. Prinzregentenstraße) в Мюнхене. Проект виллы в стиле неоклассицизма создал фон Штук. В 1914—1915 годах к ней было пристроено здание мастерской. Незадолго до своей смерти в 1928 году фон Штук удостоился за свои достижения степени почётного доктора Мюнхенского технического университета.
С 1992 года здание используется в качестве третьего городского музея (после Мюнхенского городского музея и Городской галереи в доме Ленбаха) для постоянных и временных выставок. Помимо сохранённых жилых помещений и мастерской Франца фон Штука с коллекцией произведений Франца фон Штука, дополненной экспонатами прикладного искусства рубежа XIX—XX веков, вниманию посетителей на вилле Штука предлагаются специализированные выставки, посвящённые исторической и художественной обстановке в контексте жизни и творчества фон Штука, а также изобразительному и прикладному искусству XX века.

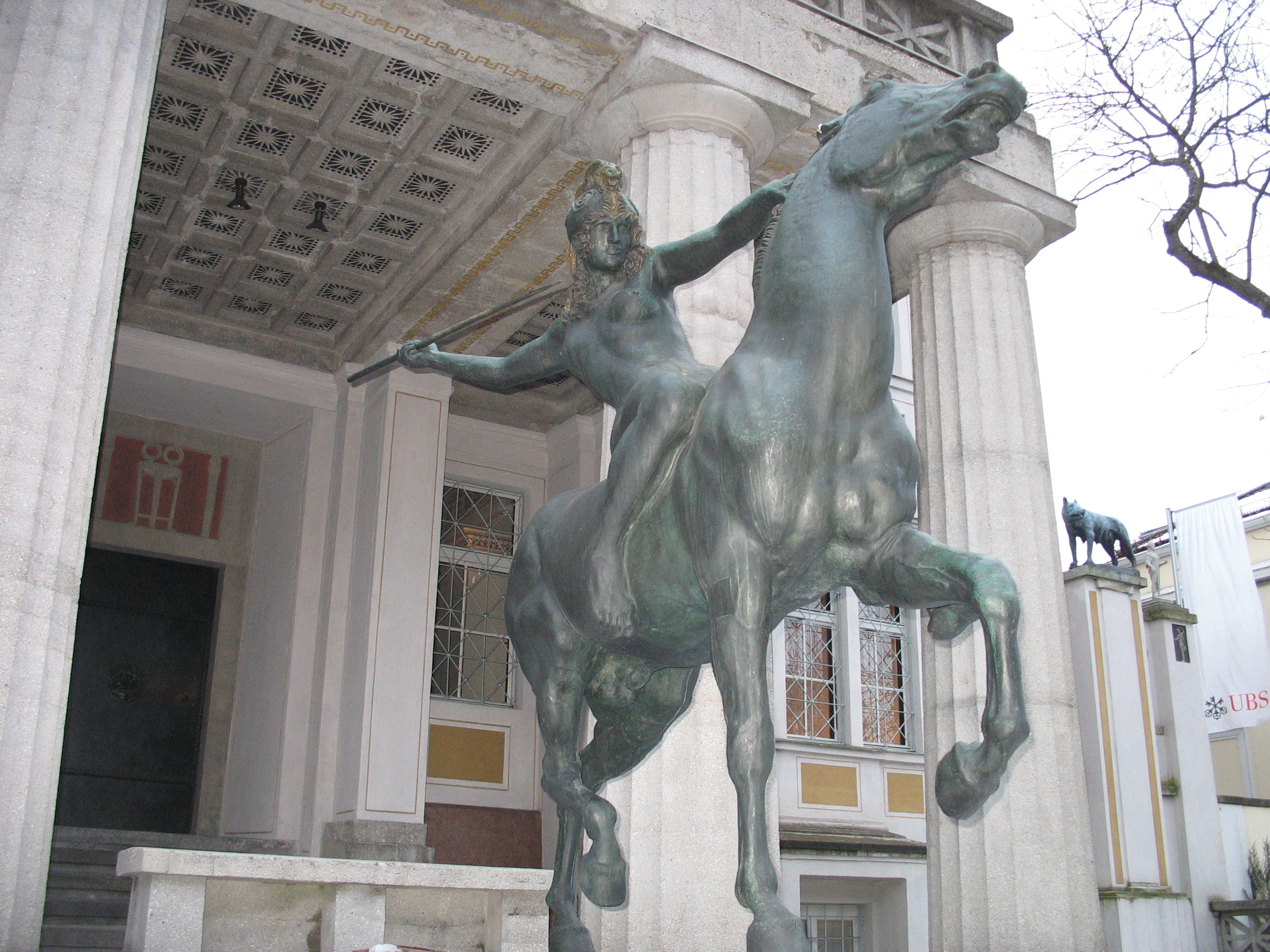
Амазонка у входного портала
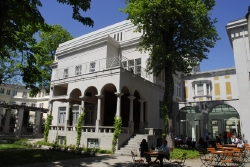
Внутренний двор виллы
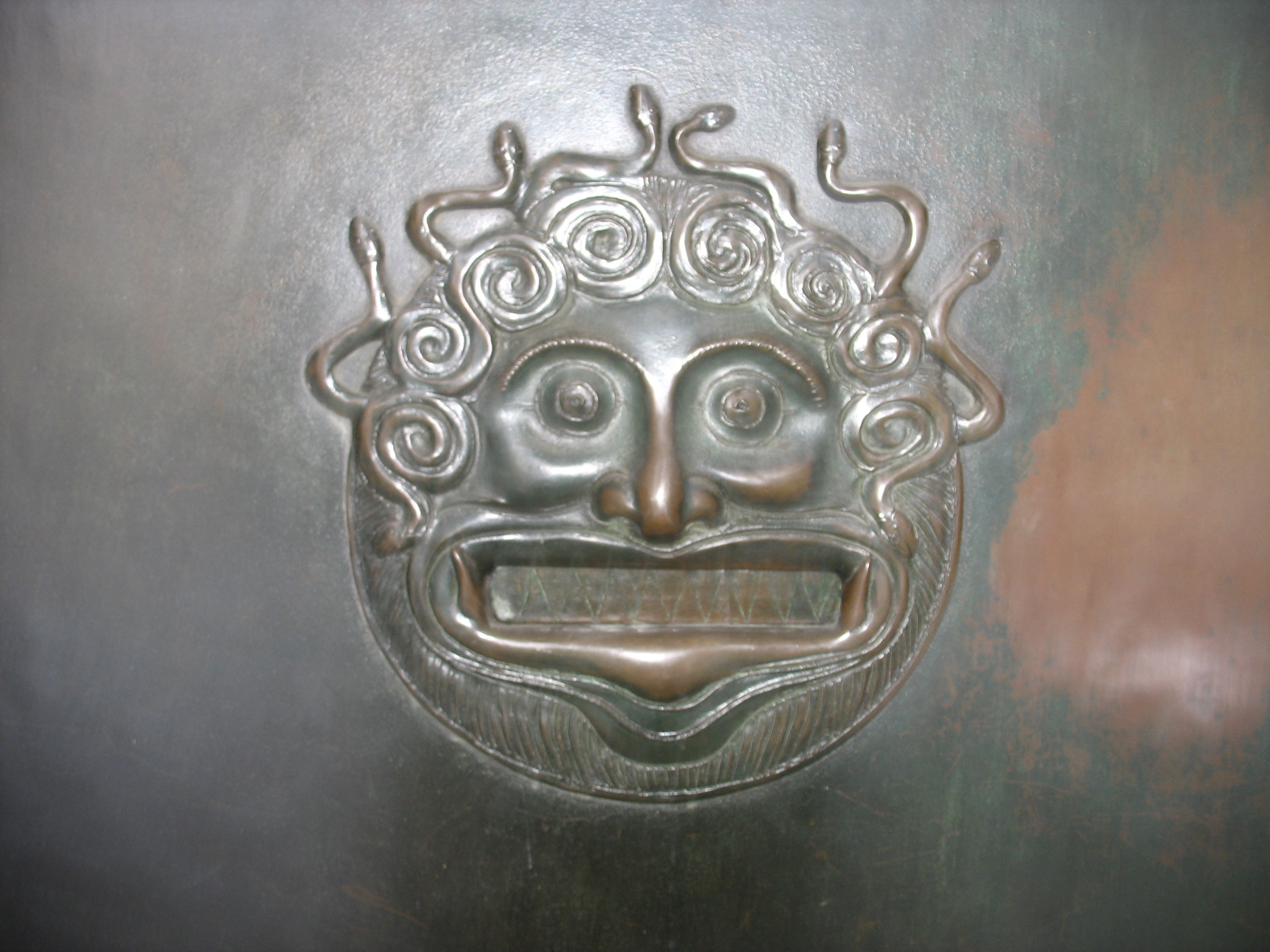
Голова медузы на входном портале виллы